# Attestor
Attestor Ltd. ist eine Investmentgesellschaft mit Sitz in London, die auf Investitionen in notleidende Aktiva für deren Restrukturierung spezialisiert ist.

## Geschäftstätigkeit
Die Gesellschaft wurde 2012 von dem aus Wiesbaden stammenden heutigen CEO Jan-Christoph Peters in London gegründet. Attestor investiert vor allem in notleidende Projekte mit Turnaround Perspektiven, oftmals durch Aufkauf von Krediten oder Obligationen. Die Gesellschaft bezeichnet sich als langfristig orientierter Investor. Die Größenordnung kann dabei auch mehrere hundert Mio. Euro betragen. Es kommen Projekte weltweit infrage und es bestehen keine Begrenzungen auf bestimmte Branchen. Größere Engagements waren eine Beteiligung an der Autovermietung Europcar einschließlich der Einräumung einer Kreditlinie, der Erwerb der Immobilie des Hotels Mandarin Oriental Lago di Como und eine Mehrheitsbeteiligung an der Fluggesellschaft Condor; außerdem war Attestor an der Übernahme und Restrukturierung des französischen Einzelhändlers Casino beteiligt. Im März 2024 wurde der zur Signa Holding gehörenden insolventen Signa Prime Selection AG ein Kredit über 100 Millionen Euro gewährt.
Die verwalteten Aktiva betragen rund sechs Mrd. Euro (Stand 2022).

## Erwerb von Condor
Die Fluggesellschaft Condor geriet ab September 2019 trotz positiver Ergebnisse infolge der Insolvenz der Muttergesellschaft Thomas Cook in eine finanzielle Notlage. Als Überbrückungshilfe erhielt sie ein KfW-Darlehen in Höhe von bis zu 380 Millionen Euro, für das die Bundesrepublik Deutschland und das Land Hessen bürgten. Der Anfang 2020 beabsichtigte Verkauf an die polnischen Polska Grupa Lotnicza (PGL), die Muttergesellschaft der Fluggesellschaft LOT, scheiterte angesichts der beginnenden COVID-19-Pandemie und deren Auswirkungen auf die gesamte Luftfahrt. Im Rahmen des Schutzschild-Programms gegen die COVID-19-Pandemie erhielt Condor Staatsdarlehen von der Bundesrepublik in Höhe von ca. 550 Mio. Euro. Damit wurde die Überbrückungshilfe zurückgezahlt und die weitere Liquidität gesichert. Die Suche nach einem neuen Eigentümer endete erfolgreich im Mai 2021, als Attestor im Zuge einer Kapitalerhöhung 51 Prozent der Anteile an der Gesellschaft übernahm. 49 Prozent hält treuhänderisch die SG Luftfahrtgesellschaft im Auftrag der Bundesregierung sowie des Landes Hessen. Attestor hat eine Option auf den Erwerb der restlichen Anteile. Um das Geschäft auszubauen und die Flotte zu modernisieren, hat Attestor der Gesellschaft Mittel in Höhe von 450 Mio. Euro, davon 200 Mio. Euro als Eigenkapital, zur Verfügung gestellt.